# Діти священика
Діти священника (хорв. Svecenikova djeca) — трагікомедія хорватського режисера Вінко Бреншана. Стрічка двічі була номінована на премію основного конкурсу «Золотий ведмідь» Берлінського кінофестивалю, та здобула «Дельфіна» на кінофестивалі «Фестроя» у Сетубалі в 2014 році.

## Синопсис
Молодий священник отець Фабіян прибуває служити на невеликий острівець в Адріатичному морі. Його наставник, преподобний Яків, більшість свого часу присвячує громадській діяльності, тому йому ніколи давати настанови своєму молодшому колезі. 
Звернувши увагу на те, що чисельність населення острова позтійно скорочується, Фабіян вирішує поправити демографічну ситуацію та розробляє хитромудрий план щодо поліпшення демографічної ситуації на острові. Він власноруч проколює голкою презервативи у місцевій аптеці, абсолютно не замислюючись, що небажана вагітність комусь може зіпсувати життя.

## У ролях
- Крешимир Мікич — отець Фабіан
- Дражен Кун — Марін
- Нікша Бутіжер — Петар
- Марія Шкаричич — Марія
- Ядранка Джокич — Ана
- Лазар Рістовскі — єпископ
- Горан Богдан — Юре
- Зденко Ботич — отець Яків
- Філіп Крізан — отець Симун
- Іван Бркич — Лука
- Маринко Прга — Вінко
- Стоян Матавуль — мер міста
- Степан Перич — поліціянт Владо